# Cubo de Benavente
Cubo de Benavente es un municipio en la provincia de Zamora, comunidad autónoma de Castilla y León, España.

## Geografía

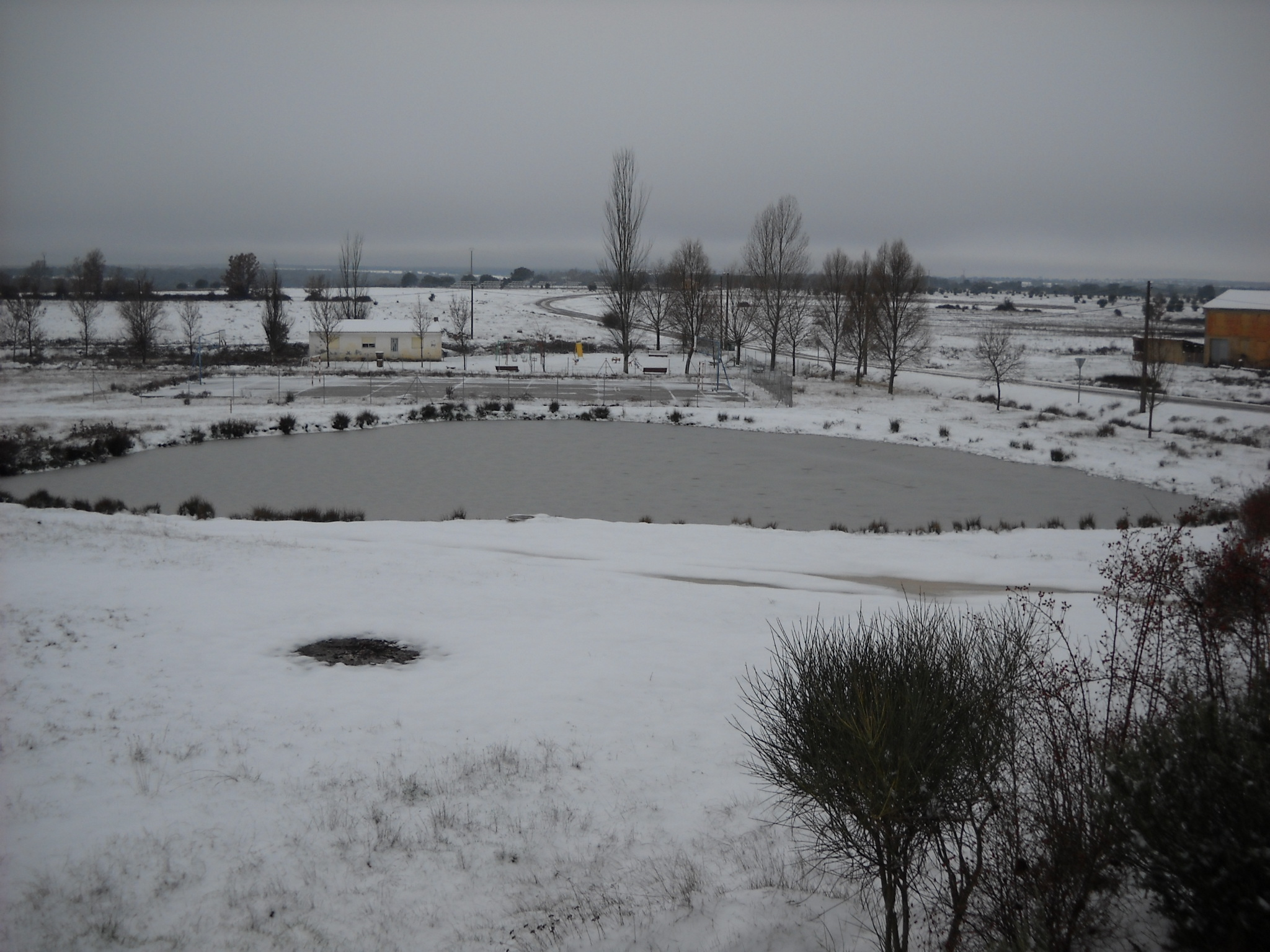
Laguna de Cubo de Benavente

Situado en la parte más al norte de la provincia zamorana, dentro de la comarca de Benavente y Valles, pertenece a la zona electoral de Benavente.
Pertenece al Partido judicial de Benavente y a la comarca de Benavente y Valles y está integrado en la zona electoral de Benavente.

## Historia
En la Edad Media, el territorio en el que se asienta la localidad quedó integrado en el Reino de León, cuyos monarcas habrían emprendido la fundación del pueblo.
Posteriormente, en la Edad Moderna, Cubo de Benavente fue una de las localidades que se integraron en la provincia de las Tierras del Conde de Benavente y dentro de esta en la receptoría de Benavente.
No obstante, al reestructurarse las provincias y crearse las actuales en 1833, la localidad pasó a formar parte de la provincia de Zamora, dentro de la Región Leonesa, quedando integrada en 1834 en el partido judicial de Benavente.

## Geografía humana

### Demografía
Cuenta con una población de 117 habitantes (INE 2024).
| Gráfica de evolución demográfica de Cubo de Benavente entre 1842 y 2021                                               |
| |
| Población de derecho según los censos de población del INE. Población de hecho según los censos de población del INE. |

| 253                        | 204 | 180 | 176 | 174 | 166 | 159 | 150 | 142 | 149 | 144 | 140 | 135 |
| (Fuente: [cita requerida]) |     |     |     |     |     |     |     |     |     |     |     |     |

### Economía
A pesar de ser una población pequeña, tiene una notable actividad comercial, dada por un conjunto de pequeñas tiendas y negocios de ultramarinos, de venta especializada de quesos de cabra, farmacia o de distribución de material de ferretería. Junto a estas, hay otras actividades empresariales relacionados con la carpintería, las excavaciones, la construcción, el montaje de escenarios y el turismo rural.
La ganadería también es y ha sido importante en el municipio. Durante la mayor parte del siglo XX era frecuente ver numerosos rebaños de ovino y de vacuno alimentándose libremente en los distintos parajes que rodean el casco urbano del pueblo, principalmente en la zona conocida como "La Dehesa". Esta tipo de explotaciones han ido desapareciendo progresivamente en las últimas décadas del siglo XX y especialmente desde la entrada en vigor de las normativas europeas. El municipio aún mantiene su actividad ganadera, pero modernizada hacia los nuevos modelos de explotación, existiendo en la actualidad dos granjas de ganado porcino y una de ganado caprino.
Cuenta con una gran tradición vitivinícola, basada en la producción artesanal de vino destinado al consumo familiar, ya que no existen empresas destinas a su producción y posterior comercialización. Las bodegas se encuentran excavadas en las laderas del monte que delimita el término municipal con el de Congosta (localidad pedánea de Ayoó de Vidriales), en la zona conocida como "El Castillino".

## Ayuntamiento
El Ayuntamiento del Cubo de Benavente se localiza en la entrada del pueblo, cerca de la carretera principal CL-111 que atraviesa el municipio.

## Patrimonio
Sus bodegas subterráneas forman junto con la iglesia y la ermita, su principal patrimonio artístico y etnográfico.

## Fiestas
Las fiestas de Cubo de Benavente son los días 15 y 16 de agosto. El día 15 se celebra la Virgen de La Asunción y tradicionalmente se va a misa por la mañana y se saca la imagen de la Virgen por las calles del pueblo. El día 16 se celebra San Roque, también se va a misa y se saca el santo. Otra fiesta local es San Isidro Labrador, el 15 de mayo.